# Leichtathletik-Länderkämpfe mit bundesdeutscher Beteiligung 1966
| Leichtathletik-Länderkämpfe mit bundesdeutscher Beteiligung 1966 | Leichtathletik-Länderkämpfe mit bundesdeutscher Beteiligung 1966 | Leichtathletik-Länderkämpfe mit bundesdeutscher Beteiligung 1966 | Leichtathletik-Länderkämpfe mit bundesdeutscher Beteiligung 1966 |
| ---------------------------------------------------------------- | ---------------------------------------------------------------- | ---------------------------------------------------------------- | ---------------------------------------------------------------- |
|                                                                  |                                                                  |                                                                  |                                                                  |
| 1. Länderkampf 1966, Geher (Männer): FRG – FRA – SUI             |                                                                  |                                                                  |                                                                  |
| Schongau 29. Mai 1966                                            | Schongau 29. Mai 1966                                            | 1. FRG 2. FRA 3. SUI                                             | 40 P 31 P 21 P                                                   |
| 2. Länderkampf 1966, Zehnkampf (Männer): FRG – URS               |                                                                  |                                                                  |                                                                  |
| Schweinfurt 4./5. Juni 1966                                      | Schweinfurt 4./5. Juni 1966                                      | 1. FRG 2. URS                                                    | 59.781 P 59.141 P                                                |
| 3. Länderkampf 1966, Fünfkampf (Frauen): FRG – FRA – NLD         |                                                                  |                                                                  |                                                                  |
| Frechen 11./12. Juni 1966                                        | Frechen 11./12. Juni 1966                                        | 1. FRA 2. FRG 3. NLD                                             | 13.322 P 13.184 P 12.899 P                                       |
| 4. Länderkampf 1966, Straßenlauf (Männer): FRG – NLD – SUI       |                                                                  |                                                                  |                                                                  |
| Assinghausen 26. Juni 1966                                       | Assinghausen 26. Juni 1966                                       | 1. FRG 2. NLD 3. SUI                                             | 4:54:37 h 5:16:14 h 5:17:42 h                                    |
| 5. Länderkampf, Geher (Männer): FRG – SWE                        |                                                                  |                                                                  |                                                                  |
| Braunschweig 26. Juni 1966                                       | Braunschweig 26. Juni 1966                                       | 1. FRG 2. SWE                                                    | 24 P 20 P                                                        |
| 6. Länderkampf 1966, Männer: FRG – FRA                           |                                                                  |                                                                  |                                                                  |
| Berlin 9./10. Juli 1966                                          | Berlin 9./10. Juli 1966                                          | 1. FRG 2. FRA                                                    | 112 P 98 P                                                       |
| 7. Länderkampf 1966, Frauen: FRG – HUN                           |                                                                  |                                                                  |                                                                  |
| Bad Kreuznach 17. Juli 1966                                      | Bad Kreuznach 17. Juli 1966                                      | 1. FRG 2. HUN                                                    | 65,5 P 51,5 P                                                    |
| 8. Länderkampf 1966, Männer: SUI – FRG                           |                                                                  |                                                                  |                                                                  |
| Basel 20./21. Juli 1966                                          | Basel 20./21. Juli 1966                                          | 1. FRG 2. SUI                                                    | 145 P 67 P                                                       |
| 9. Länderkampf 1966, Frauen: FRG – POL                           |                                                                  |                                                                  |                                                                  |
| Wuppertal 17. September 1966                                     | Wuppertal 17. September 1966                                     | 1. POL 2. FRG                                                    | 59 P 58 P                                                        |
| 10. Länderkampf 1966, Männer: POL – FRG                          |                                                                  |                                                                  |                                                                  |
| Warschau 17./18. September 1966                                  | Warschau 17./18. September 1966                                  | 1. POL 2. FRG                                                    | 109 P 103 P                                                      |
| 11. Länderkampf 1966, Männer: FRG – NOR                          |                                                                  |                                                                  |                                                                  |
| Lübeck 24./25. September 1966                                    | Lübeck 24./25. September 1966                                    | 1. FRG 2. NOR                                                    | 144 P 66 P                                                       |
| 12. Länderkampf 1966, Zehnkampf (Männer): FRA – FRG – SUI        |                                                                  |                                                                  |                                                                  |
| Manosque 8./9. Oktober 1966                                      | Manosque 8./9. Oktober 1966                                      | 1. FRG 2. SUI 3. FRA                                             | 52 P 43 P 26 P                                                   |
| Chronik                                                          |                                                                  |                                                                  |                                                                  |
| ← Länderkämpfe 1965                                              | ← Länderkämpfe 1965                                              | Länderkämpfe 1967 →                                              | Länderkämpfe 1967 →                                              |

Im Jahr 1966 wurden zwölf Leichtathletikländerkämpfe mit bundesdeutscher Beteiligung ausgetragen. Damit gab es eine Begegnung weniger als im Vorjahr und fünf weniger als 1961, dem Jahr mit den meisten Vergleichen seit Beginn der Länderkämpfe im Jahr 1921. Der Fokus in der Saison 1966 im internationalen Bereich war vor allem ausgerichtet auf die Europameisterschaften vom 30. August bis 4. September in Budapest. Die bundesdeutschen Athleten traten hier ebenso wie die Sportler aus der DDR zum ersten Mal bei einem internationalen Meisterschaftswettbewerb mit eigenen Teams und nicht mehr in einer gesamtdeutschen Mannschaft an. Die Bundesrepublik Deutschland errang dort zwar nur zwei Goldmedaillen, womit sie in der Medaillenwertung hinter der DDR, Polen, der Sowjetunion, Frankreich und Italien nur den sechsten Platz belegte, hatte jedoch mit weiteren zehn Silber- und neun Bronzemedaillen – und damit insgesamt 21 mal Edelmetall – die höchste Gesamtzahl von Medaillen aller Teilnehmer gesammelt, was die Leistungen im internationalen Vergleich deutlich aufwertet.
Aufgeführt sind hier die Länderkämpfe bundesdeutscher Leichtathleten. Die Sportler der DDR führten nach der deutschen Teilung im Jahr 1949 eigene Veranstaltungen durch.
Die Frauen bestritten in dieser Saison nur drei Vergleiche, die Männer neun. Von den Männerbegegnungen wurden jeweils zwei von den Zehnkämpfern und den Gehern bestritten. Ein Aufeinandertreffen gab es im Bereich Straßenlauf. Die restlichen vier Aufeinandertreffen der Männer fanden wie gewohnt in Form von Veranstaltungen mit einer Mischung allgemeiner leichtathletischer Disziplinen statt. Die Frauen trugen eine Begegnung im Fünfkampf, die anderen beiden als allgemeine Länderkämpfe aus.

## Bilanz
In der Saison 1966 gab es für die bundesdeutschen Männer in ihren neun Länderkämpfen eine Niederlage. Verloren ging das Aufeinandertreffen mit Polen am 17./18. September in Warschau, in dem die Bundesrepublik Deutschland sich gegen diesen Gegner wieder einmal knapp geschlagen geben musste. Die weiteren acht Männerbegegnungen des Jahres 1966 entschieden die bundesdeutschen Athleten für sich. Die Männer hatten damit am Ende der Saison in ihren seit dem ersten Länderkampf 1921 insgesamt 220 Vergleichen 180 Siege und zwei Unentschieden erzielt sowie 38 Niederlagen erlitten. Nur gegen die USA hatte die Bundesrepublik Deutschland weiterhin keinen Erfolg vorzuweisen.
Die Frauen erlitten in ihren drei Länderkämpfen dieser Saison zwei Niederlagen. Am 11./12. Juni mussten sie sich in einem Dreiervergleich der Fünfkämpferinnen in Frechen ihren französischen Konkurrentinnen geschlagen geben, besiegten aber die Athletinnen aus den Niederlanden. Die zweite Niederlage gab es am 17. September in Wuppertal. Dort unterlag das bundesdeutsche Frauenteam demselben Gegner wie ihre männlichen Kollegen einen Tag später. Allerdings betrug der Vorsprung der hier siegreichen polnischen Leichtathletinnen lediglich einen Punkt. Ihren dritten Vergleich gegen Ungarn gewannen die bundesdeutschen Sportlerinnen am 17. Juli in Bad Kreuznach. Damit hatten sie seit dem ersten Frauenländerkampf 1928 in 62 Aufeinandertreffen jetzt insgesamt 48 Siege errungen, ein Unentschieden erzielt und dreizehn Niederlagen hinnehmen müssen. Eine negative Bilanz hatten sie gegenüber England, der Sowjetunion und dem Britischen Empire, alle anderen Bilanzen waren positiv.
In der Gesamtsumme aller Länderkämpfe mit deutscher bzw. bundesdeutscher Beteiligung hatten die Leichtathleten der Bundesrepublik Deutschland von 282 Vergleichen 228 gewonnen, 51 verloren und drei Unentschieden erzielt. Sieben der Niederlagen stammten dabei aus zweiten Plätzen in Begegnungen mit mehr als zwei Nationen.

## Verschiedene Formen von Länderkämpfen
Es gab inzwischen vier verschiedene Arten von Länderkämpfen:
1. Vergleiche mit einer Mischung von Disziplinen aus dem allgemeinen leichtathletischen Programm
Jede Nation war in der Regel mit zwei Athleten je Disziplin vertreten. Bei den Männern waren hier zwanzig Wettbewerbe zum Standard geworden. Aus dem olympischen Wettbewerbskatalog fehlten dabei nur der Marathonlauf, die beiden Gehwettbewerbe und der Zehnkampf. Der Länderkampfdisziplinkatalog bei den Frauen bestand standardmäßig aus elf Disziplinen und war mit den damals bei Olympischen Spielen angebotenen Frauenwettbewerben identisch. In seltenen Fällen gab es sowohl bei den Frauen als auch bei den Männern Abweichungen von diesem Standard in Form von Hinzunahme oder Weglassen einzelner Disziplinen. Manchmal waren nach Absprache der beteiligten Länder auch drei Athleten je Disziplin vertreten.
2. Vergleiche im Mehrkampf – bei den Frauen im Fünfkampf, bei den Männern im Zehnkampf
Die Zahl der Vertreter je Land war dabei nicht standardisiert. In der Regel wurden von den gestarteten Teilnehmern nicht alle gewertet. Bei vier Vertretern je Disziplin beispielsweise wurden meist die drei Besten gewertet.
3. Vergleiche der Geher
Diese Begegnungen wurden in Form von Straßengehen ausgetragen. Es kamen zwei Disziplinen zur Austragung, ein Wettkampf über 20 Kilometer und ein Wettkampf über eine längere Distanz, die manchmal über 35 und manchmal über 50 Kilometer führte. Bezüglich der Teilnehmerzahl je Land und Wettbewerb wurde verfahren wie in den Mehrkämpfen.
4. Vergleiche im Straßenlauf
Ausgetragen wurde ein Rennen über dreißig Kilometer. Auch hier wurde bezüglich der Teilnehmerzahl je Land verfahren wie in den Mehrkämpfen.

## Wertungsmodus
Die Regeln zur Punktevergabe wurden ohne Ausnahme nach dem üblichen Wertungssystem angewendet. In den Einzeldisziplinen lautete der Standard der Punktevergabe: Platz 1: 5 P, Pl. 2: 3 P, Pl. 4: 1 P. In den Staffeln wurden nach dem Standard fünf zu zwei Punkte vergeben. In weiteren Begegnungen mussten aufgrund anderer Rahmenbedingungen – mehr als zwei Teilnehmer je Nation in der Wertung oder mehr als ein Gegnerland – andere Regeln zur Punktevergabe zur Anwendung kommen. In den Mehrkämpfen wurden die Begegnungen meist wie in anderen Begegnungen über die Platzierungen gewertet. Manchmal wurden abweichend davon auch die im Wettkampf erzielten Punktzahlen addiert. Ähnlich wurde in den Straßenlauf-Länderkämpfen verfahren. Auch dort wurde meist über die Platzierungen gewertet, manchmal aber auch über die Addition der erzielten Zeiten.

## Geher-Länderkampf der Männer gegen Frankreich und die Schweiz
Der erste Vergleich des Jahres 1966 war eine Begegnung der Geher. Am 29. Mai traf die Bundesrepublik Deutschland in Schongau auf Frankreich und die Schweiz. Einzeln hatte es sowohl mit Frankreich als auch mit der Schweiz bereits Aufeinandertreffen gegeben, doch in einem Geher-Vergleich waren die drei Nationen gemeinsam bisher noch nicht aufeinander getroffen. In beiden Wettbewerben gewann ein Franzose die Einzelwertung. Doch für die Gesamtwertung punkteten die bundesdeutschen Geher mit ihren ausgeglicheneren vorderen Platzierungen am besten. Die Bundesrepublik Deutschland gewann mit 41 Punkten vor Frankreich (31 Punkte) und der Schweiz (21 Punkte).

## Zehnkampf-Länderkampf der Männer gegen die Sowjetunion
Am 4./5. Juni trugen die bundesdeutschen Zehnkämpfer ihren zweiten Vergleich mit der Sowjetunion aus. Im Vorjahr hatten die bundesdeutschen Sportler das Duell gegen diesen starken Gegner knapp für sich entschieden. Auch diesmal war der Ausgang eng und auch diesmal behielten die Athleten der Bundesrepublik Deutschland mit 59.781 zu 59.141 Punkten die Oberhand.

## Fünfkampf-Länderkampf der Frauen gegen Frankreich und die Niederlande
Wie die Männer in der Vorwoche trugen auch die Frauen einen Mehrkampf-Vergleich aus. Am 11./12. Juni trafen sie im dritten Länderkampf dieser Saison dabei in Frechen auf Frankreich und die Niederlande. In dieser Konstellation trafen die drei Länder zum ersten Mal aufeinander. Das bundesdeutsche Team war nicht in Bestbesetzung vertreten. Der Sieg ging am Ende mit 13.322 Punkten an Frankreich. Die Bundesrepublik Deutschland belegte 138 Punkte dahinter den zweiten Platz vor der Niederlande, die weitere 285 Punkte zurücklag.

## Straßenlauf-Länderkampf der Männer gegen die Niederlande und die Schweiz
Im vierten Vergleich wurde ein Straßenlauf veranstaltet zwischen den drei Nationen Bundesrepublik Deutschland, Niederlande und Schweiz. Die Begegnung wurde am 26. Juni in Assinghausen, einer Stadt im Sauerland, ausgetragen. Auch in den letzten drei aufeinanderfolgenden Jahren hatte es solche Aufeinandertreffen gegeben, allerdings war 1963 in Bad Kreuznach als vierte Nation auch Luxemburg mit dabei. Stets gewonnen hatte das bundesdeutsche Team vor den Niederländern und der Schweiz. 1963 war Luxemburg Vierter geworden. Auch in diesem Jahr erzielten die bundesdeutschen Läufer die in der Addition schnellste Zeit von 4:54:37 h. Die Reihenfolge dahinter blieb ebenfalls unverändert. Mit einem Rückstand von nicht ganz 22 Minuten wurde die Schweiz Zweiter. Knapp weitere eineinhalb Minuten dahinter kam die Niederlande auf den dritten Platz.

## Geher-Länderkampf der Männer gegen Schweden
Am 26. Juni kamen im fünften Länderkampf des Jahres noch einmal die Geher zum Zug. In Braunschweig traten sie zum zehnten Mal in dieser Form gegen Schweden an. Sechs Mal hatte Schweden zuvor vorne gelegen, die Bundesrepublik Deutschland drei Mal. Zuletzt – das war im Jahr 1965 – hatte allerdings die Bundesrepublik gewonnen. In Braunschweig konnten die bundesdeutschen Geher mit ihrem Sieg von 24 zu zwanzig Punkten ihre Bilanz gegen Schweden weiter aufbessern.

## Leichtathletik-Länderkampf der Männer gegen Frankreich
Der sechste Vergleich war der erste Länderkampf des Jahres mit einem allgemeinen leichtathletischen Programm. Am 9./10. Juli trafen die bundesdeutschen Männer zum neunzehnten Mal in einem Zweiländerkampf auf Frankreich. Darüber hinaus hatte es mehrere Sechsländerkämpfe mit bundesdeutscher und französischer Beteiligung gegeben. Austragungsort des Aufeinandertreffens in diesem Jahr war das damals geteilte Berlin. In den Begegnungen zuvor hatte es ausschließlich bundesdeutsche Siege gegeben. Das wiederholte sich auch diesmal, die Bundesrepublik Deutschland entschied die Begegnung mit 112 zu 98 Punkten für sich.

## Leichtathletik-Länderkampf der Frauen gegen Ungarn
Auch im siebten Vergleich des Jahres hatte das bundesdeutsche Team wieder Heimrecht. Am 17. Juli traten die bundesdeutschen Frauen zum ersten Mal gegen Ungarn an. In Bad Kreuznach lag die Bundesrepublik Deutschland in der Endabrechnung mit 65,5 zu 51,5 Punkten vorne.

## Leichtathletik-Länderkampf der Männer gegen die Schweiz
Im achten Vergleich des Jahres gab es den ersten Auswärtsländerkampf dieser Saison. Am 20./21. Juli kam es in Basel zu einem weiteren Aufeinandertreffen mit dem Traditionsgegner aus der Schweiz. Zuvor hatten die beiden Nationen in diesem Jahr bereits Wettkämpfe der Geher und der Straßenläufer miteinander ausgetragen. Ein weiterer Vergleich der Zehnkämpfer gemeinsam mit Frankreich sollte Anfang Oktober noch folgen. Ohne Zählung der Geher-, Straßenlauf- und Zehnkampf-Begegnungen sowie eines Sechsländerkampfs 1961 war dies der 28. Vergleich in einem Zweiländerkampf mit der Schweiz. In fast all diesen traditionellen Treffen der beiden Nationen hatte die Bundesrepublik gesiegt, nur 1955 hatten die Schweizer Sportler vorne gelegen, als die Bundesrepublik gleichzeitig noch zwei weitere Vergleiche mit den Niederlanden und mit Dänemark durchgeführt und damit drei verschiedene Teams zu stellen hatte. In Basel verbuchte die Bundesrepublik Deutschland einen weiteren Sieg, der mit 145 zu 67 Punkten sehr deutlich ausfiel.
Anschließend gab es wegen der Europameisterschaften eine Länderkampfpause von annähernd zwei Monaten.

## Leichtathletik-Länderkampf der Frauen gegen Polen
Den neunten Länderkampf des Jahres bestritten wieder die Frauen. Am 17. September, knapp zwei Wochen nach den Europameisterschaften, traten sie in Wuppertal gegen Polen an. In den vorangegangenen Begegnungen hatte es sechs bundesdeutsche Siege gegeben und zwei polnische. Einmal war das Aufeinandertreffen remis ausgegangen. In Wuppertal war der Ausgang äußerst eng. Am Ende setzten sich die Polinnen mit 59 zu 58 Punkten durch. Die Männer führten am selben Wochenende ebenfalls einen Länderkampf mit Polen durch, der aber nicht in Wuppertal, sondern in Polen stattfand.

## Leichtathletik-Länderkampf der Männer gegen Polen
Im zehnten Vergleich des traten auch die bundesdeutschen Männer gegen Polen an. Die nun zehnte Begegnung der beiden Länder wurde am 17./18. September in der polnischen Hauptstadt Warschau ausgetragen. Vier Niederlagen in Folge hatten die bundesdeutschen Leichtathleten zuletzt hinnehmen müssen, die Gesamtbilanz lautete sechs zu drei für Polen. Wie bei den Frauen ging es eng zu und wie bei den Frauen setzte sich auch in Warschau das polnische Team durch. In der Gesamtabrechnung unterlag die Bundesrepublik Deutschland mit 103 zu 109 Punkten.

## Leichtathletik-Länderkampf der Männer gegen Norwegen
Den zehnten Vergleich dieser Saison bestritten am 24./25. September in Lübeck die bundesdeutschen Männer gegen Norwegen. Es war das zweite Aufeinandertreffen der beiden Nationen nach 1963. Vor drei Jahren hatte die Bundesrepublik Deutschland die Begegnung in der norwegischen Hauptstadt Oslo mit deutlichem Vorsprung gewonnen. Die Überlegenheit der bundesdeutschen Leichtathleten in diesem Jahr war noch größer als in Oslo, am Ende siegte die Bundesrepublik Deutschland mit 144 zu 66 Punkten.

## Zehnkampf-Länderkampf der Männer gegen Frankreich und die Schweiz
Zum Abschluss der Länderkampfsaison 1966 stand am 8./9. Oktober wieder ein Zehnkampf an. Die Gegner waren Frankreich und die Schweiz. Auch 1964 und 1965 waren die drei Länder in einem Zehnkampfvergleich aufeinandergetroffen. In diesem Jahr wurde die Begegnung im französischen Manosque ausgetragen und wie in den beiden Begegnungen zuvor lagen die bundesdeutschen Athleten mit diesmal 52 Punkten wieder vorn. Die Schweizer Zehnkämpfer belegten mit 43 Punkten Rang zwei vor den mit 26 Punkten drittplatzierten Franzosen.